# 極楽寺 (長岡市)
極楽寺（ごくらくじ）は、新潟県長岡市にある時宗の寺院。

## 概要
当初は蔵王堂極楽寺と称したが、一遍の弟子他阿真教に帰依した鷲尾大納言長卿が寺名を改めた。